# Ulica Polska we Wrocławiu
Ulica Polska we Wrocławiu (niem. Polnische Gasse, Basteigasse) – ulica Starego Miasta we Wrocławiu, która rozciągała się od ul. Bernardyńskiej do Wzgórza Polskiego. Zlikwidowana w następstwie zniszczeń wojennych.

## Historia
Ulica istniała prawdopodobnie od XIV wieku. Później nosiła nazwę ul. Wielkiej, w połowie XVIII w. funkcjonowała także pod nazwą ul. Umarłych i na tej podstawie przypuszcza się, że znajdował się przy niej cmentarz. Przy ul. Polskiej położony był kościół św. Klemensa, będący świątynią polskiej społeczności miasta. W 1773 r. w jego miejscu władze pruskie wybudowały koszary. W 1824 r. ulica zyskała nazwę Basztowej (niem. Basteigasse) i nosiła ją do końca II wojny światowej. W czasie walk o Wrocław w 1945 r. zabudowa ulicy została całkowicie zniszczona i nie została odbudowana. 24 czerwca 1964 r. Miejska Rada Narodowa we Wrocławiu zdecydowała o likwidacji ulicy mimo niezadowolenia prasy i mieszkańców miasta, a w jej miejscu częściowo zbudowano osiedle mieszkaniowe.